# Safe, sane and consensual
Safe, sane and consensual ("seguro, sensato y consensuado"), o SSC, en referencia al modelo ideal que deberían seguir las prácticas realizadas en el marco de las relaciones BDSM.

## Generalidades
La comunidad internacional vinculada al BDSM, viene poniendo especial énfasis en que las prácticas sean SSC, es decir Safe, Sane and Consensual (seguro, sensato y consensuado), término acuñado en 1983 por David Stein, conocido activista de la escena homo sadomasoquista en Inglaterra y EE. UU..

## Historia
En realidad, puede decirse que la comunidad BDSM se ha ido nucleando en torno al concepto SSC, que por lo tanto es de primordial importancia a la hora de entender la cultura BDSM. 
Su precursor había sido una revista virtual dedicada a las prácticas S/M y denominada DungeonMaster, que al comenzar su andadura a finales de los años 70, usó la frase Safe and Sane S&M para describir el objeto de su publicación.
David Stein acuñó el citado término originalmente para el Comité de la GMSMA (Gay Male S/M Activists, la mayor organización homo sadomasoquista ). Posteriormente, con el crecimiento de la escena BDSM, su terminología fue adoptada por este último colectivo.

## Fundamentos ideológicos
El significado de SSC, explicado por el mismo David Stein y unánimemente aceptado por la comunidad a través de todas las organizaciones nacionales e internacionales, es el de que las relaciones BDSM deben seguir un modo seguro, sensato y consensuado respecto a sus prácticas durante una sesión: 
- Seguras, en cuanto al conocimiento necesario sobre su desarrollo y sobre el material usado, así como sobre la prevención de riesgos.
- Sensatas, en cuanto a la capacidad razonable de decisión por parte de los actores, no alterada por drogas o bebidas y acorde con la experiencia de cada participante, sabiendo diferenciar fantasía y realidad.
- Consensuadas, en cuanto a que los participantes estén de acuerdo sobre la forma e intensidad con la que se realicen, e igualmente que dicho acuerdo pueda rescindirse en cualquier momento.[2]

A juicio de Datenschlag, la mayor y más respetada fuente de datos recopilados sobre el BDSM y el S/M, la importancia capital del SSC viene dada por representar una conquista de la cultura S/M y su derivada, la subcultura BDSM, en cuanto a desarrollar una "ética del consenso". En vez de "crear" una moral válida para todos, avalando determinadas prácticas o grados y demonizando otras, pone el acento en la responsabilidad personal de los participantes, describiendo solo un marco general que evite los abusos.
Cumplimentar ese marco con iniciativas propias, queda en mano de los participantes. Solo ellos pueden decidir lo que es sensato, seguro o consensuado para sí mismos. Lo que puede ser seguro para unos, puede sobrepasar los límites de otros. El juicio de terceros sobre una situación dada conduce frecuentemente a uno de estos dos errores:
- El espectador cree reconocer una situación insegura o no-consensual, pese a que los participantes son de otra opinión.
- El espectador se burla de lo que para él puede constituir una exagerada seguridad, pero que para los participantes cumple una importante función.[3]

La National Leather Association, la institución americana que más ha hecho por la difusión de la filosofía SSC en el mundo, define el concepto de la siguiente forma en sus Principios Fundamentales:
At the forefront of our thinking is that all sexual and play activities among adults must be Safe, Sane, and Consensual. Safe: we educate our membership and community on how to reduce the risk of AlDS and any sexually transmitted diseases. Sane: activities must be governed by sensible and sober guidelines and limits. Consensual: activities continue only as long as all the persons involved give their consent to its action. 
En Castellano:
La base de nuestro pensamiento es que toda actividad sexual entre adultos debe ser Segura, Sensata y Consensuada. Segura: educamos a nuestros miembros y comunidad en maneras de reducir el riesgo de SIDA y enfermedades de transmisión sexual. Sensata: las actividades deben estar dirigidas por reglas y límites sensibles y sobrios. Consensuada: las actividades solo deben continuar mientras todas las personas implicadas consientan en el transcurso de las mismas.

## Abusos y errores en la interpretación del SSC
Sin embargo, lo que en su inicio fue una definición creada para deslindar el campo del sadomasoquismo consensuado del de los malos tratos, (sobre el que la sociedad americana mantenía una severa prevención), fue desarrollando en algunos pequeños grupos modelos de intransigencia muy alejados del propósito inicial y de la metodología de sus creadores.
Así, la antes mencionada Datenschlag, opina al respecto: 
Algunos activistas no niegan la validez del principio SSC, pero se niegan a admitirlo como Dogma.
Incluso el propio autor del lema SSC, David Stein, forzado en repetidas ocasiones a desmarcarse de lo que Jay Wiseman ha dado en llamar los neo-conversos, publicó a finales del 2000 un ensayo en el que escribe:
La popularidad comprensible del eslogan tiene un lado negativo, sin embargo. Aquellos neófitos con pocas raíces (o ninguna) en la lucha por sacar al S/M de las sombras, tienden a aplicar el eslogan en una forma simplista, incluso usándolo como vara para golpear a todo el que no practique su estilo de vida o sostenga puntos de vista que los ofenda por hache o por be. La implicación de que todo lo que sea seguro, sano, y consensuado es bueno, y todo lo que no lo sea, es malo, está muy alejada de nuestro propósito allá por 1987.
Desde los años noventa, un nuevo concepto, el RACK, viene reuniendo en torno a su definición un cada vez más elevado número de activistas, que estiman que dicho término refleja de manera más honesta la realidad de la escena BDSM.
La mayor parte de los activistas de la escena adoptan actualmente la postura de señalar la definición SSC como adecuada para comunicarse con el mundo de la sexualidad convencional o vainilla, mientras que sostienen que el término racsa define con mayor rigor y precisión las prácticas BDSM reales.